# Emmabuntüs
Emmabuntüs è una distribuzione Linux derivata da Debian (in precedenza da Ubuntu) e progettata per facilitare il ricondizionamento di computer donati ad organizzazioni umanitarie quali le Comunità Emmaüs.
Il nome stesso è una combinazione di due parole: Ubuntu e Emmaüs.

## Caratteristiche
- Emmabuntüs  può essere installata completamente senza disporre di una connessione Internet in quanto tutti i pacchetti sono inclusi nell'immagine del disco. L'immagine del disco include pacchetti per il supporto multilingua e codec non liberi opzionali che l'utente può scegliere se installare o meno.[7]
- Richiede un processore da 2.0 GHz, un hard disk o un SSD da 40GB di spazio libero e almeno 1 gigabyte di RAM per le versioni supportate dalla distribuzione.[8]
- L'installazione avviene tramite uno script che esegue automaticamente alcuni passaggi dell'installazione (nome utente, password predefiniti) e consente all'utente di scegliere se installare o meno software non libero e se disinstallare o meno le lingue non utilizzate in modo da risparmiare spazio disco.[9]
- Emmabuntüs comprende dei plugin per browser per il controllo parentale.[10]
- Per semplificare l'accesso al software vengono messi a disposizione tre di dock, definiti in base al tipo di utente: bambini, principianti e "tutti".[11]

## Ambiente desktop
L'ambiente desktop predefinito è Xfce con Cairo-Dock ma è incluso anche l'ambiente LXQt che è più leggero.

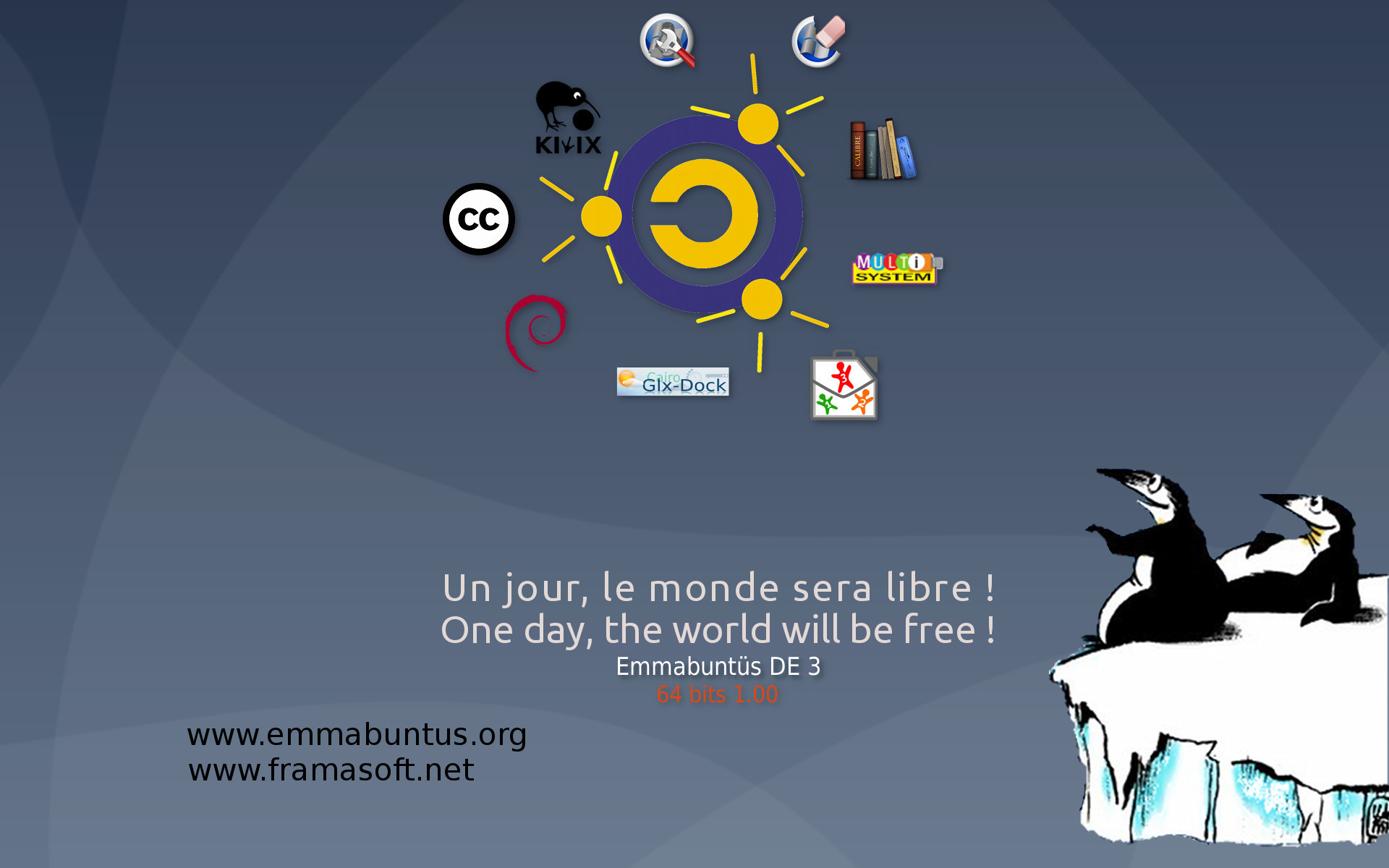
Schermata di avvio
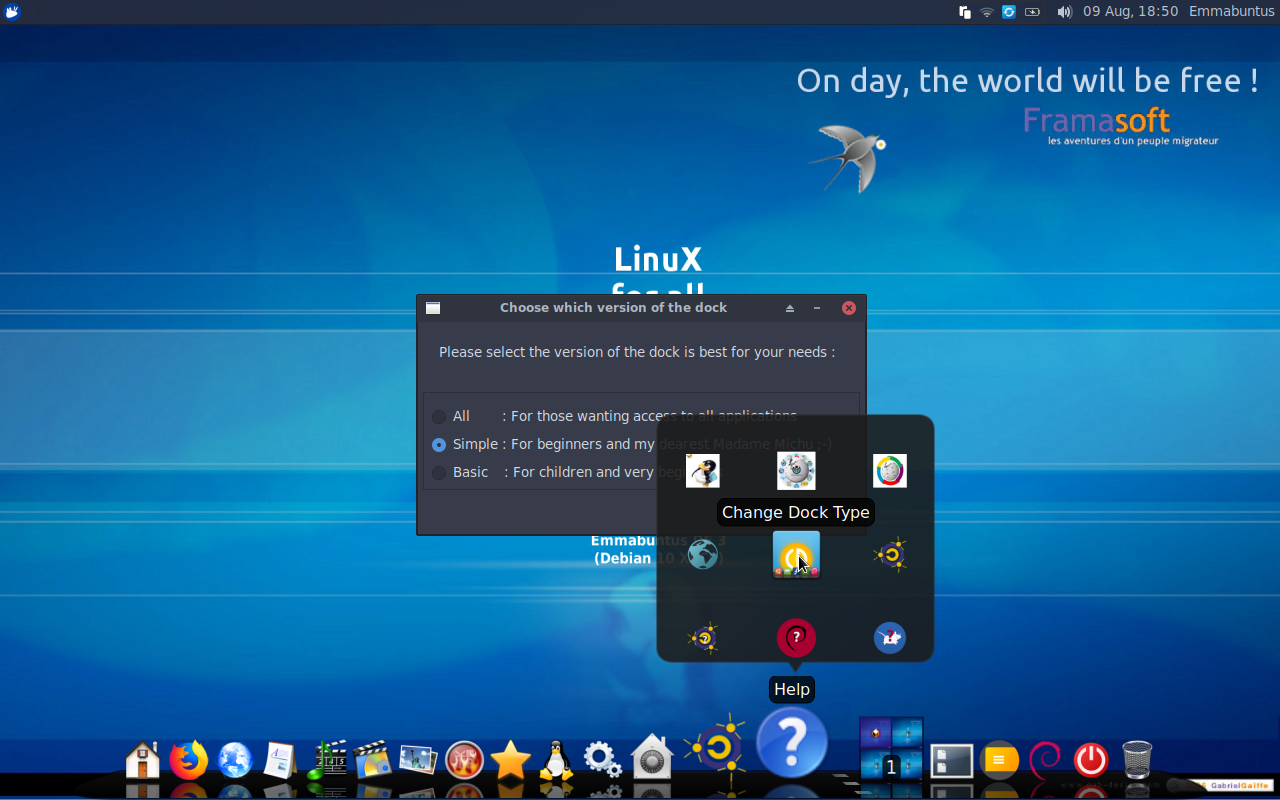
Modifica del profilo della dock
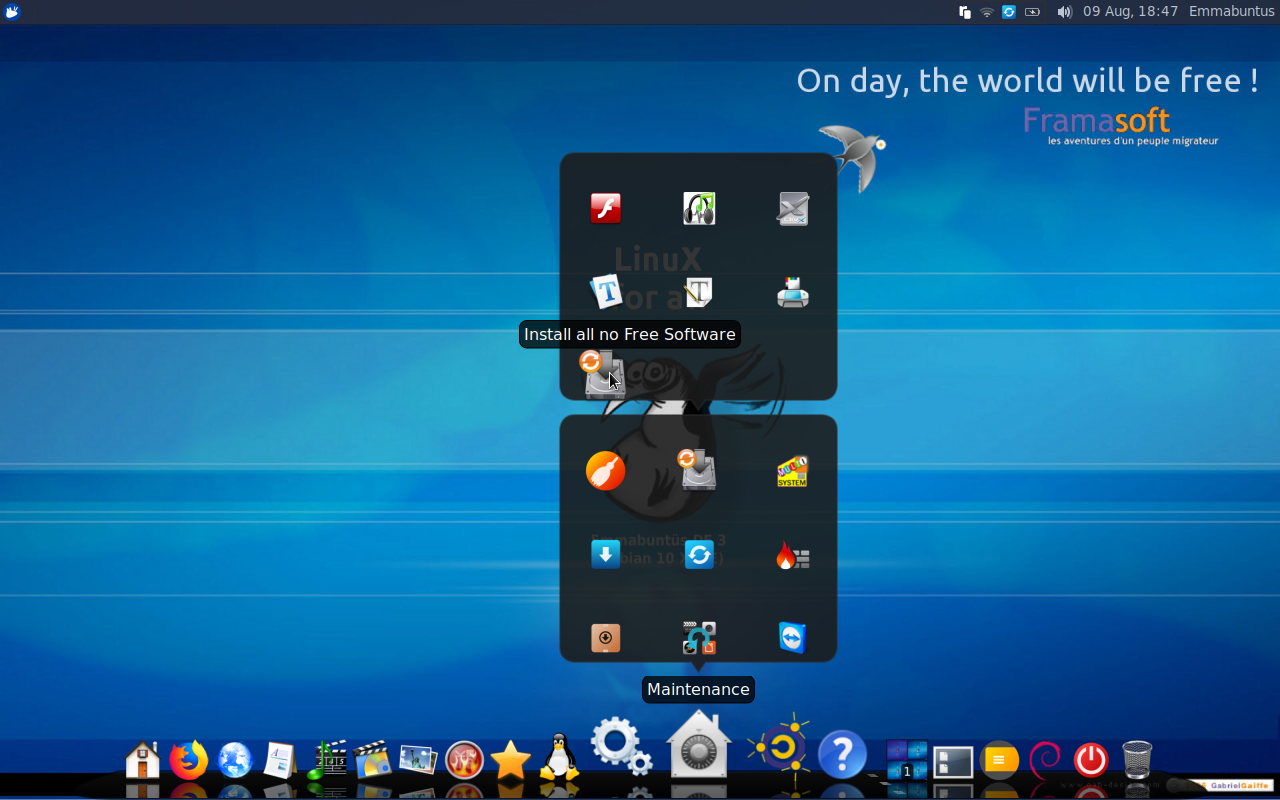
Installazione dei codec non liberi
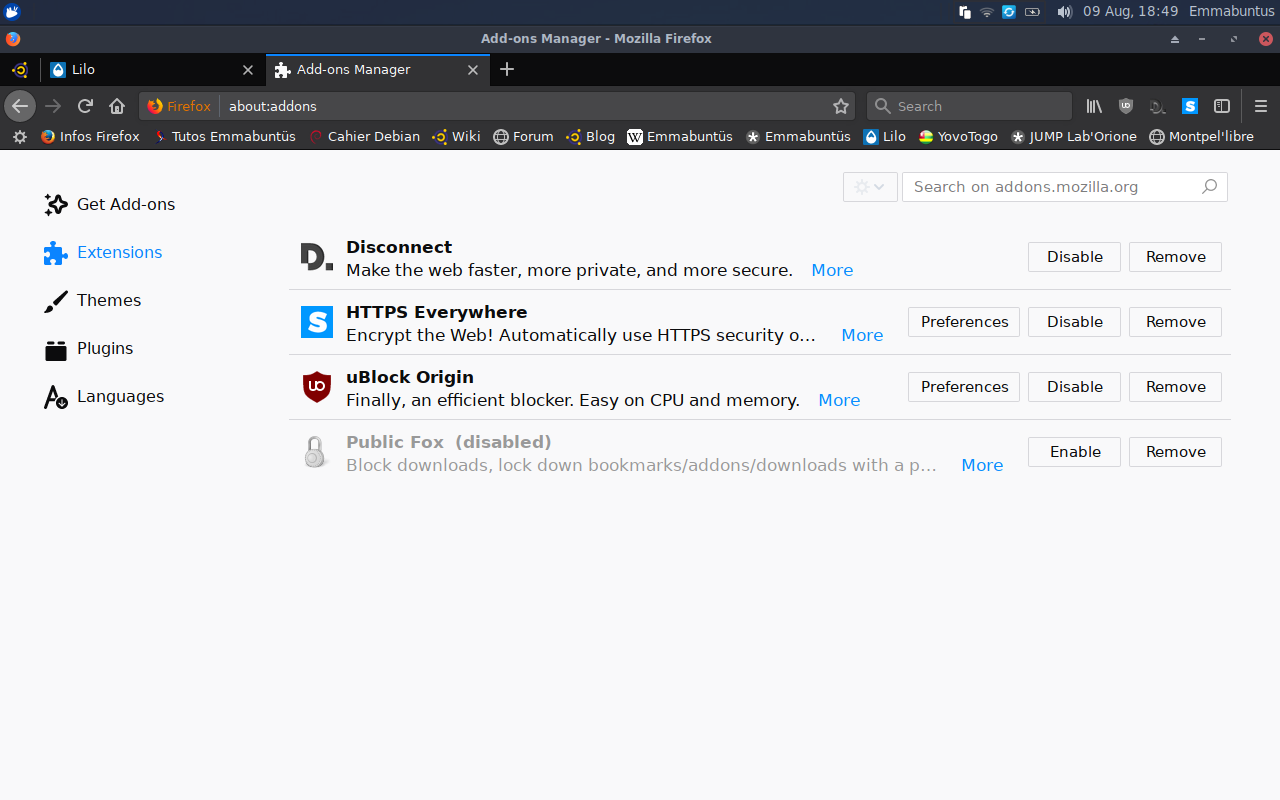
Estensioni incluse in Firefox
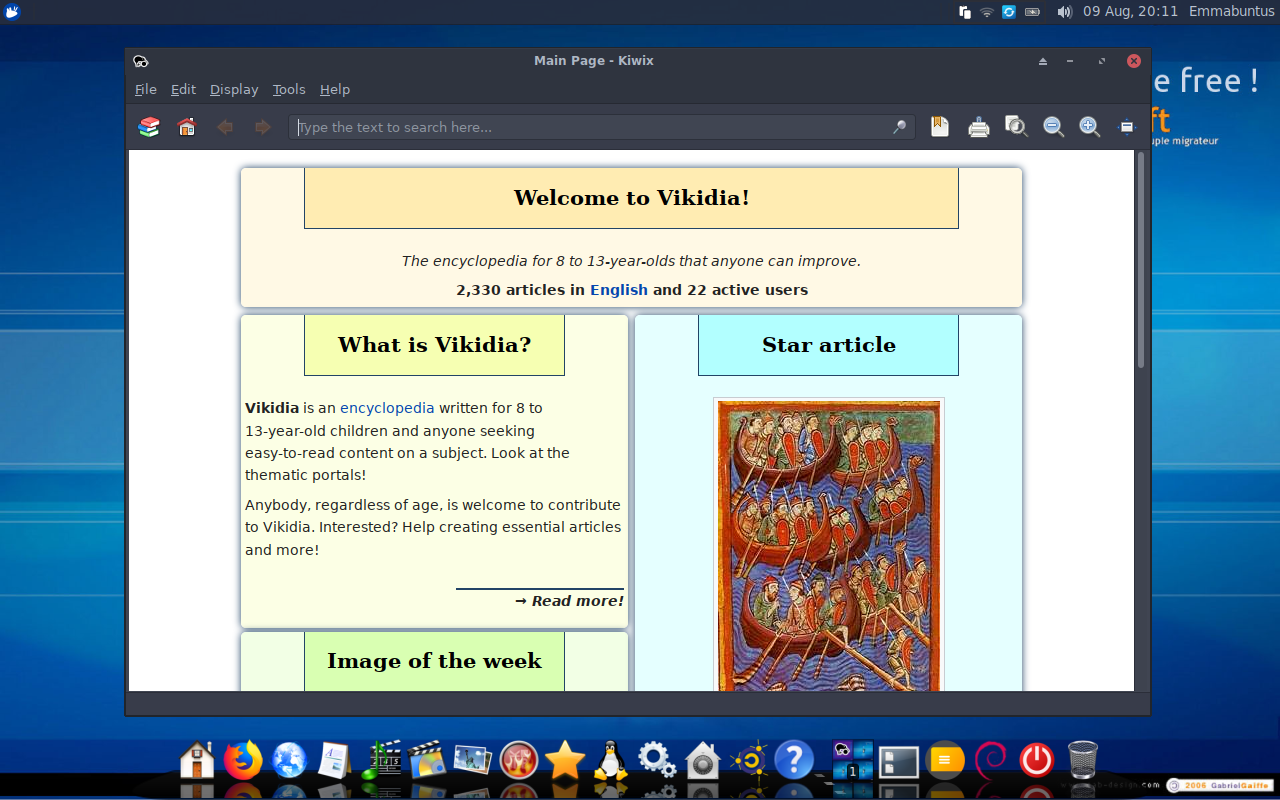
Lettore wiki offlineKiwix
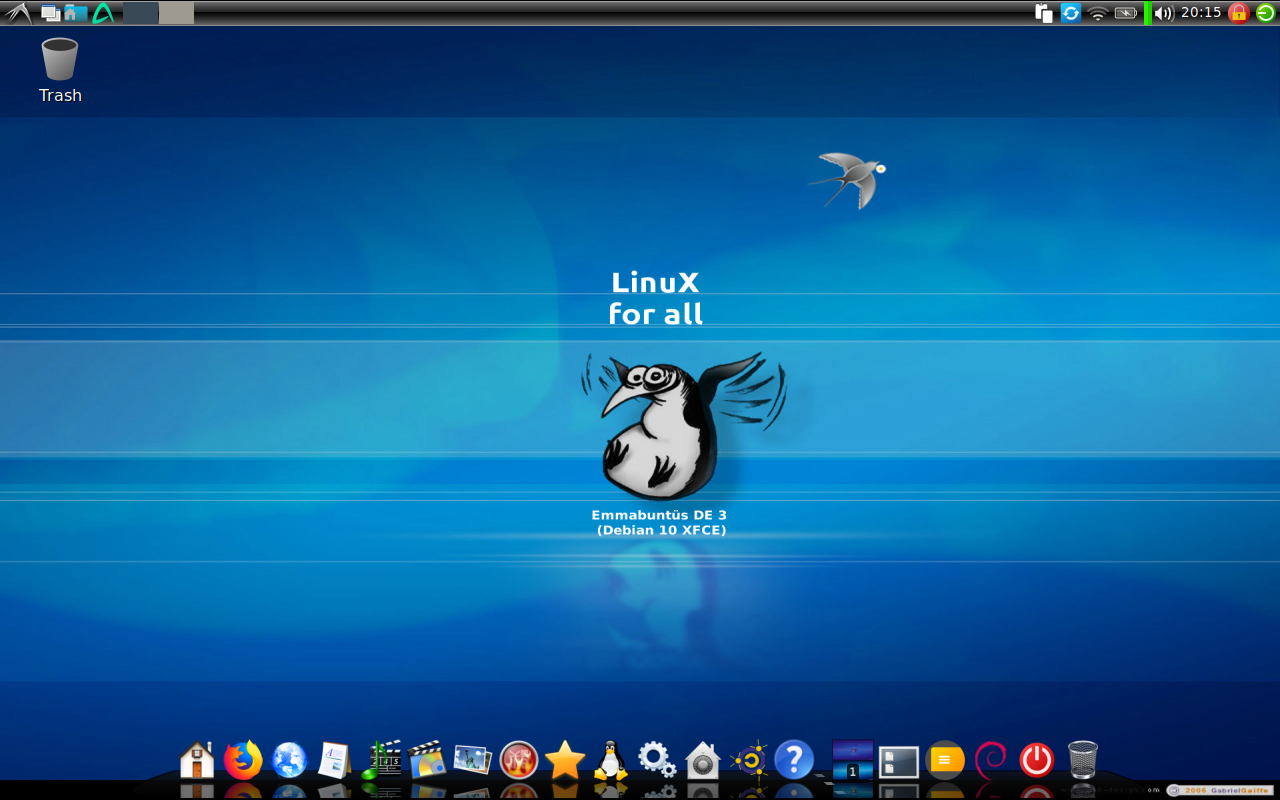
Screenshot dell'ambiente LXDE

Applicazioni
Emmabuntüs mette a disposizione un ampio parco software tra cui, ad esempio:
- Browser web Firefox con alcuni plug-in ed estensioni preinstallati: uBlock Origin, Disconnect, HTTPS Everywhere
- Client e-mail: Mozilla Thunderbird
- Messaggistica istantanea: Pidgin, Jitsi
- Strumenti di trasferimento: FileZilla, Wammu, Trasmission
- Ufficio: AbiWord, Gnumeric, HomeBank, LibreOffice, LibreOffice for schools,[14] Kiwix, Calibre, Scribus
- Audio: Audacious, Audacity, Clementine, PulseAudio, Asunder
- Video: Caffè, VLC media player, guvcview, Kdenlive, HandBrake
- Foto: Nomacs, GIMP, Inkscape
- Masterizzazione dischi: Xfburn
- Giochi: PlayOnLinux, SuperTux, TuxGuitar
- Genealogia: Ancestris
- Istruzione: GCompris, Stellarium, Tux Paint, TuxMath, Scratch
- Utilità: GParted, Wine, CUPS

## Rilasci
| Name | Base              | Data rilascio | Dimensioni (GB) | Desktop environment | Architetture supportate | Kernel Linux |
| --- | ----------------- | ------------- | --------------- | ------------------- | ----------------------- | ------------ |
| Emmabuntüs Equitable                                                                                                  | Ubuntu 10.04 LTS  | 2012-04-28    | 2.7             | GNOME               | x86                     | 2.6.32       |
| Lemmabuntüs Equitable                                                                                                 | Lubuntu 10.04     | 2012-03-10    | 1.6             | LXDE                | x86                     | 2.6.32       |
| Emmabuntüs 2 | Xubuntu 12.04 LTS | 2014-12-18    | 3.5             | Xfce or LXDE        | x86 & AMD64             | 3.2.60       |
| Emmabuntüs 3 | Xubuntu 14.04 LTS | 2015-10-12    | 3.8             | Xfce or LXDE        | x86 & AMD64             | 3.19.0       |
| Emmabuntüs DE | Debian 8          | 2016-06-20    | 3.6             | Xfce or LXDE        | x86 & AMD64             | 3.16.0       |
| Emmabuntüs DE 2 | Debian 9          | 2018-01-29    | 3.5             | Xfce or LXDE        | x86 & AMD64             | 4.9.0        |
| Emmabuntüs DE 3 1.00                                                                                                  | Debian 10         | 2019-09-16    | 3.0             | Xfce or LXDE        | x86 & AMD64             | 4.19.0       |
| Emmabuntüs DE 3 1.03                                                                                                  | Debian 10         | 2020-11-03    | 3.0             | Xfce or LXDE        | x86 & AMD64             | 4.19.0       |
| Emmabuntüs DE 4 | Debian 11         | 2021          | 4.0             | Xfce or LXQt        | x86 & AMD64             | 5.10.0       |
| Emmabuntüs DE 4 1.03                                                                                                  | Debian 11.6       | 2023-02-27    | 4.0             | Xfce or LXQt        | x86 & AMD64             | 5.10.0       |
| Emmabuntüs DE 5 | Debian 12         | 2023-09-29    | 5.0             | Xfce or LXQt        | x86 & AMD64             | 6.1.0        |
| Legenda: Vecchia versione, non supportata Vecchia versione sotto supporto Versione corrente e stabile Versione futura |                   |               |                 |                     |                         |              |